# Papuk (planinski vrh)
Papuk je najviši vrh istoimene hrvatske planine Papuk, koja se proteže kroz Slavoniju u Hrvatskoj. Papuk je visok 953 m. i. J. i nalazi se na granici Požeško-slavonske i Virovitičko-podravske županije u zapadnom dijelu Parka prirode Papuk sjeverozapadno od Velike i jugoistočno od Voćina.